# У мене немає друга, або One step beyond
«У мене немає друга, або One step beyond» — радянський короткометражний художній фільм, знятий в 1988 році. Одна з перших робіт кінорежисера Олексія Балабанова, у той час асистента Свердловської кіностудії. Фільм є курсовою роботою, знятої під час навчання на Вищих курсах сценаристів і режисерів, матеріали фільму стали базою для дипломної роботи режисера, фільму «Настя і Єгор» (1989).

## Сюжет
Радянська школярка-старшокласниця на зорі перебудови все ще скромна і не поділяє смаків своїх друзів до модної музики і західних фільмів. Проте, незабаром, вона потрапляє під вплив своєї подруги, яка підбиває її почати «доросле життя» і позбутися невинності. Завдяки своєму залицяльникові, одного дня вона потрапляє на концерт групи Єгора Бєлкіна (в складі групи — реальні музиканти з груп «Урфін Джюс», «Наутілус Помпіліус», «Трек», «Настя»). Після концерту на запрошення Бєлкіна вона опиняється на типовій «рокерській п'янці» (з дискусіями «про сенси буття», «Умецький знову ширяє ноги у ванні» тощо), потім Бєлкін її спокушає. Переживши особисту драму, вона приходить до школи — тепер вона може похвалитися перед подругою зв'язком зі «справжнім» рок-музикантом, але все навколо говорить про те, що це було зроблено даремно.

## У ролях
- Ольга Бєляєва — головна роль
- Ігор «Єгор» Бєлкін — головна роль
- Андрій Макаров — камео
- Дмитро Умецький — камео
- Віктор «Піфа» Комаров — камео
- В'ячеслав Бутусов — камео
- Настя Полєва — камео
- Олександр Пантикін — камео
- Олексій Могилевський — камео
- Володимир Назімов — камео
- Євген Дімов — камео
- Тетяна Монахова — епізод

## Знімальна група
- Режисер — Олексій Балабанов
- Сценарист — Олексій Балабанов
- Оператор — Володимир Романенко